# Метод Феррарі
Метод Феррарі — аналітичний метод розв'язання рівняння четвертого степеня. Названий на честь його автора Лодовіко Феррарі.

#### Канонізація рівняння четвертого степеня
Рівняння четвертого степеня загального вигляду
{\displaystyle Ax^{4}+Bx^{3}+Cx^{2}+Dx+E=0\qquad \qquad (1')}
Поділимо обидві частини на A, і позбавимося члена x3 підстановкою
{\displaystyle x=u-{B \over 4A}\quad }.
Зведемо подібні доданки і перепозначимо коефіцієнти при u :
{\displaystyle \alpha ={-3B^{2} \over 8A^{2}}+{C \over A},\quad }
{\displaystyle \beta ={B^{3} \over 8A^{3}}-{BC \over 2A^{2}}+{D \over A},\quad }
{\displaystyle \gamma ={-3B^{4} \over 256A^{4}}+{CB^{2} \over 16A^{3}}-{BD \over 4A^{2}}+{E \over A}.\quad }
Отримаємо канонічне рівняння четвертого степеня
{\displaystyle u^{4}+\alpha u^{2}+\beta u+\gamma =0\qquad \qquad (1)\quad }
Якщо {\displaystyle \beta =0}, отримаємо біквадратне рівняння, яке легко розв'язується.

#### Розв'язок Феррарі
Розглянемо суть методу Феррарі для розв'язання канонічного рівняння четвертого степеня. Для цього спочатку запишемо очевидну тотожність
{\displaystyle (u^{2}+\alpha )^{2}-u^{4}-2\alpha u^{2}=\alpha ^{2}\,\quad }
і додамо її до рівняння (1), отримаємо
{\displaystyle (u^{2}+\alpha )^{2}+\beta u+\gamma =\alpha u^{2}+\alpha ^{2}.\qquad \qquad (2)\quad }
Це було зроблено для того, щоб замість u4 отримати повний квадрат: (u2 + α)2. Другий доданок, αu2 не зник, проте його знак замінився на протилежний і він перемістився на інший бік рівняння.
Наступним кроком є введення нової змінної y до повного квадрата у рівнянні (2), і перенесення 2y разом з коефіцієнтом u2 до правої частини. Отримаємо тотожну рівність, яку ми потім додамо до рівняння (2)
{\displaystyle {\begin{matrix}(u^{2}+\alpha +y)^{2}-(u^{2}+\alpha )^{2}&=&2y(u^{2}+\alpha )+y^{2}\ \ \\&=&2yu^{2}+2y\alpha +y^{2},\end{matrix}}\quad }
також розглянемо очевидну рівність
{\displaystyle 0=(\alpha +2y)u^{2}-2yu^{2}-\alpha u^{2}\,\quad }
Додамо дві останні рівності, отримаємо
{\displaystyle (u^{2}+\alpha +y)^{2}-(u^{2}+\alpha )^{2}=(\alpha +2y)u^{2}-\alpha u^{2}+2y\alpha +y^{2}\quad }
Додавши цю рівність до (2), отримаємо
{\displaystyle (u^{2}+\alpha +y)^{2}+\beta u+\gamma =(\alpha +2y)u^{2}+(2y\alpha +y^{2}+\alpha ^{2}).\,\quad }
Ця рівність еквівалентна
{\displaystyle (u^{2}+\alpha +y)^{2}=(\alpha +2y)u^{2}-\beta u+(y^{2}+2y\alpha +\alpha ^{2}-\gamma ).\qquad \qquad (3)\,\quad }
Виберемо змінну y так, щоб у правій частині рівності (3) утворився повний квадрат. Це станеться, якщо дискримінант правої частини дорівнюватиме 0. Для пояснення цього явища, розглянемо повний квадрат як деяку квадратичну функцію:
{\displaystyle (su+t)^{2}=(s^{2})u^{2}+(2st)u+(t^{2}).\,\quad }
Квадратична функція з правого боку нерівності має три коефіцієнти. Можна переконатися, що квадрат другого з них мінус почетверений добуток першого на третього дасть нуль:
{\displaystyle (2st)^{2}-4(s^{2})(t^{2})=0.\,\quad }
Тому, для того, щоб перетворити праву частину рівняння (3) на повний квадрат, потрібно розв'язати щодо параметра y таке рівняння:
{\displaystyle (-\beta )^{2}-4(2y+\alpha )(y^{2}+2y\alpha +\alpha ^{2}-\gamma )=0.\,\quad }
Виконаємо множення і зведемо подібні доданки при y,
{\displaystyle \beta ^{2}-4(2y^{3}+5\alpha y^{2}+(4\alpha ^{2}-2\gamma )y+(\alpha ^{3}-\alpha \gamma ))=0\,\quad }
Поділимо обидві частини на −4, і перенесемо −β2/4 у праву частину,
{\displaystyle 2y^{3}+5\alpha y^{2}+(4\alpha ^{2}-2\gamma )y+\left(\alpha ^{3}-\alpha \gamma -{\beta ^{2} \over 4}\right)=0\qquad \qquad \quad }
Маємо кубічне рівняння щодо y. Поділимо обидві частини на 2,
{\displaystyle y^{3}+{5 \over 2}\alpha y^{2}+(2\alpha ^{2}-\gamma )y+\left({\alpha ^{3} \over 2}-{\alpha \gamma  \over 2}-{\beta ^{2} \over 8}\right)=0.\qquad \qquad (4)\quad }

##### Перетворення похідного кубічного рівняння до канонічного вигляду
Рівняння (4) є похідним кубічним рівнянням від рівняння четвертого степеня. Щоб його розв'язати, потрібно привести його до канонічного вигляду. Зробимо заміну
{\displaystyle y=v-{5 \over 6}\alpha .\quad }
Рівняння (4) набуває вигляду
{\displaystyle \left(v-{5 \over 6}\alpha \right)^{3}+{5 \over 2}\alpha \left(v-{5 \over 6}\alpha \right)^{2}+(2\alpha ^{2}-\gamma )\left(v-{5 \over 6}\alpha \right)+\left({\alpha ^{3} \over 2}-{\alpha \gamma  \over 2}-{\beta ^{2} \over 8}\right)=0.\quad }
Розкриємо дужки:
{\displaystyle \left(v^{3}-{5 \over 2}\alpha v^{2}+{25 \over 12}\alpha ^{2}v-{125 \over 216}\alpha ^{3}\right)+{5 \over 2}\alpha \left(v^{2}-{5 \over 3}\alpha v+{25 \over 36}\alpha ^{2}\right)+(2\alpha ^{2}-\gamma )v-{5 \over 6}\alpha (2\alpha ^{2}-\gamma )+\left({\alpha ^{3} \over 2}-{\alpha \gamma  \over 2}-{\beta ^{2} \over 8}\right)=0.\quad }
Зведемо подібні доданки при степенях v, врахувавши, що коефіцієнт при v2 дорівнює нулю і цей доданок знищується,
{\displaystyle v^{3}+\left(-{\alpha ^{2} \over 12}-\gamma \right)v+\left(-{\alpha ^{3} \over 108}+{\alpha \gamma  \over 3}-{\beta ^{2} \over 8}\right)=0.\quad }
Ми отримали канонічне кубічне рівняння.
Перепозначимо його коефіцієнти,
{\displaystyle P=-{\alpha ^{2} \over 12}-\gamma ,\quad }
{\displaystyle Q=-{\alpha ^{3} \over 108}+{\alpha \gamma  \over 3}-{\beta ^{2} \over 8}.\quad }
Отримаємо рівняння:
{\displaystyle v^{3}+Pv+Q=0.\qquad \qquad (5)\quad }

##### Розв'язання похідного кубічного рівняння
Розглянемо питання про розв'язання (нас задовольнить будь-який розв'язок) рівняння (5).
Позначимо: {\displaystyle U={\sqrt[{3}]{{Q \over 2}\pm {\sqrt {{Q^{2} \over 4}+{P^{3} \over 27}}}}}\quad }
(взято з кубічне рівняння),
отримається такий розв'язок кубічного рівняння (4) є:
{\displaystyle y=-{5 \over 6}\alpha +{P \over 3U}-U\qquad \qquad (6)\quad }
Можна показати, що мають місце залежності
1: {\displaystyle P=0\Longleftarrow {Q \over 2}+{\sqrt {{Q^{2} \over 4}+{P^{3} \over 27}}}=0\quad }
2: {\displaystyle \lim _{P\to 0}{P \over {\sqrt[{3}]{{Q \over 2}+{\sqrt {{Q^{2} \over 4}+{P^{3} \over 27}}}}}}=0\quad }

##### Видобування кореня з обох частин і завершення розв'язування
Розглянемо схему згортання повного квадрата:
{\displaystyle (s^{2})u^{2}+(2st)u+(t^{2})=\left(\left({\sqrt {(s^{2})}}\right)u+{(2st) \over 2{\sqrt {(s^{2})}}}\right)^{2}\quad }
Вона є вірною для обох знаків квадратних коренів, якщо їх брати однаковими. Ми не будемо писати власне знак ±, оскільки це викликатиме певні труднощі, зважаючи на те, що далі вживатимуться інші знаки ±, які виникнуть потім. Натомість, поряд з цим знаком ми будемо ставити індекс, що являтиме собою змінну, знак якої береться до уваги.
Зважаючи на це, ми отримаємо:
{\displaystyle (\alpha +2y)u^{2}+(-\beta )u+(y^{2}+2y\alpha +\alpha ^{2}-\gamma )=\left(\left({\sqrt {(\alpha +2y)}}\right)u+{(-\beta ) \over 2{\sqrt {(\alpha +2y)}}}\right)^{2}\quad }.
Зауваження: Якщо β ≠ 0 тоді α + 2y ≠ 0. А якщо β = 0, то ми отримаємо біквадратне рівняння, що було розглянуте вище.
Зважаючи на це (3) перетворюється на:
{\displaystyle (u^{2}+\alpha +y)^{2}=\left(\left({\sqrt {\alpha +2y}}\right)u-{\beta  \over 2{\sqrt {\alpha +2y}}}\right)^{2}\qquad \qquad (7)\quad }.
Рівність (7) містить лише повні квадрати: один у лівій частині і один — у правій.
Якщо квадрати двох виразів рівні, то і самі вирази рівні або відрізняються лише знаком, тобто:
{\displaystyle (u^{2}+\alpha +y)=\pm \left(\left({\sqrt {\alpha +2y}}\right)u-{\beta  \over 2{\sqrt {\alpha +2y}}}\right)\qquad \qquad (7')\quad }.
Зведемо подібні доданки при u:
{\displaystyle u^{2}+\left(\mp _{s}{\sqrt {\alpha +2y}}\right)u+\left(\alpha +y\pm _{s}{\beta  \over 2{\sqrt {\alpha +2y}}}\right)=0\qquad \qquad (8)\quad }.
Зауваження: Знаки s, що фігурують у фомулі як {\displaystyle \pm _{s}\quad } і {\displaystyle \mp _{s}\quad } є величинами залежними.
Рівняння (8) є квадратним рівнянням щодо u. Його розв'язок має вигляд
{\displaystyle u={\pm _{s}{\sqrt {\alpha +2y}}\pm _{t}{\sqrt {(\alpha +2y)-4(\alpha +y\pm _{s}{\beta  \over 2{\sqrt {\alpha +2y}}})}} \over 2}.\quad }
Або, після спрощення
{\displaystyle u={\pm _{s}{\sqrt {\alpha +2y}}\pm _{t}{\sqrt {-\left(3\alpha +2y\pm _{s}{2\beta  \over {\sqrt {\alpha +2y}}}\right)}} \over 2}.\quad }
Це розв'язок канонічного квадратного рівняння. Розв'язок вихідного рівняння можна подати у вигляді
{\displaystyle x=-{B \over 4A}+{\pm _{s}{\sqrt {\alpha +2y}}\pm _{t}{\sqrt {-\left(3\alpha +2y\pm _{s}{2\beta  \over {\sqrt {\alpha +2y}}}\right)}} \over 2}.\qquad \qquad (8')\quad }
Важливо: Два знаки {\displaystyle \pm _{s}\quad } отримані з рівняння (7') є залежними, тому являють собою один і той самий знак, а знак {\displaystyle \pm _{t}\quad } — незалежний.

##### Підсумки методу Феррарі
Розв'язок рівняння четвертого степеня
{\displaystyle Ax^{4}+Bx^{3}+Cx^{2}+Dx+E=0,\quad }
знаходиться після проведення обчислень:
{\displaystyle \alpha =-{3B^{2} \over 8A^{2}}+{C \over A},\quad }
{\displaystyle \beta ={B^{3} \over 8A^{3}}-{BC \over 2A^{2}}+{D \over A},\quad }
{\displaystyle \gamma ={-3B^{4} \over 256A^{4}}+{CB^{2} \over 16A^{3}}-{BD \over 4A^{2}}+{E \over A},\quad }
Якщо {\displaystyle \beta =0\quad } то доречно розв'язувати {\displaystyle u^{4}+\alpha u^{2}+\gamma =0\quad } і підстановкою {\displaystyle x=u-{B \over 4A}\quad } знаходити корені
{\displaystyle x=-{B \over 4A}\pm _{s}{\sqrt {-\alpha \pm _{t}{\sqrt {\alpha ^{2}-4\gamma }} \over 2}},\qquad \beta =0\quad }.
{\displaystyle P=-{\alpha ^{2} \over 12}-\gamma ,\quad }
{\displaystyle Q=-{\alpha ^{3} \over 108}+{\alpha \gamma  \over 3}-{\beta ^{2} \over 8},\quad }
{\displaystyle R={Q \over 2}\pm {\sqrt {{Q^{2} \over 4}+{P^{3} \over 27}}}\quad }, (підходять обидва знаки квадратного кореня)
{\displaystyle U={\sqrt[{3}]{R}}\quad }, (в цього рівняння існують три комплексні корені, будь-який з них нас задовольнить)
{\displaystyle y=-{5 \over 6}\alpha -U+{\begin{cases}U=0&\to 0\\U\neq 0&\to {P \over 3U}\end{cases}},\quad }
{\displaystyle W={\sqrt {\alpha +2y}}\quad }
{\displaystyle x=-{B \over 4A}+{\pm _{s}W\pm _{t}{\sqrt {-\left(3\alpha +2y\pm _{s}{2\beta  \over W}\right)}} \over 2}.\quad }
Два символи ±s повинні мати однакові знаки, а символ ±t — незалежний. Щоб знайти всі корені, треба знайти значення x для всіх комбінацій символів ±s,±t: спочатку тореба розв'язати для випадку +,+ , потім для +,− , далі — для −,+ і наостанок — для −,−. Корінь подвійної кратності ми отримаємо двічі, потрійної — тричі, а корінь кратності чотири — чотири рази (щоправда, у цьому випадку у нас був би випадок, коли β = 0, який не є загальним, а призводить до біквадратного рівняння). Порядок коренів визначається тим, яке U було обрано.